# Llacuna (metrostation)
Llacuna is een metrostation in het district Sant Martí in de buurt Poblenou van Barcelona. Dit station ligt onder de Carrer de Pujades tussen Carrer de Granada en Carrer de Roc Boronat. Dit station wordt aangedaan door lijn 4 (gele lijn) van de metro van Barcelona.